# Chen Haijian
Chen Haijian (né le 5 avril 1980) est un athlète chinois spécialiste du 100 mètres. 

## Palmarès
| Date | Compétition             | Lieu    | Résultat | Épreuve   | Performance |
| ---- | ----------------------- | ------- | -------- | --------- | ----------- |
| 2001 | Jeux de l'Asie de l'Est | Osaka   | 2e       | 100 m     | 10 s 31     |
| 2002 | Jeux asiatiques         | Busan   | 3e       | 100 m     | 10 s 34     |
| 2002 | Jeux asiatiques         | Busan   | 3e       | 4 x 100 m | 39 s 09     |
| 2003 | Championnats d'Asie     | Manille | 1er      | 100 m     | 10 s 25     |
| 2003 | Championnats d'Asie     | Manille | 1er      | 4 x 100 m | 39 s 22     |